# Temperance River State Park
Der Temperance River State Park ist ein 20,2 km² großer State Park. Er grenzt im Osten an den Oberen See im US-Bundesstaat Minnesota und liegt nördlich von Schroeder im Cook County. Der Park hat im Jahresdurchschnitt etwa 284.000 Besucher.
Bereits in den 1830er Jahren ließen sich erste Siedler europäischer Herkunft im Gebiet des Temperance River nieder; der Fluss erhielt seinen Namen jedoch erst 1864 vom staatlichen Landvermesser Thomas Clark.
Der Temperance River State Park wurde 1957 zum offiziellen State Park.
Die Vegetation ist heute so naturbelassen wie vor der Besiedelung dieser Region. Die Wälder bestehen hauptsächlich aus Papier-Birke, Gelb-Birke, Fichten, Zedern und Tannen.
Der Superior Hiking Trail führt am Temperance River entlang zum außerhalb liegenden Carlton Peak und verbindet das Gebiet mit 7 weiteren State Parks der Uferregion.
Im Park sind sowohl Aufschlüsse geschmolzener Basalt-Lava mit einem Alter von etwa einer Milliarde Jahren als auch Anorthosit-Felsen zu sehen.